# Джули Ан Уокър
Джули Ан Уокър (на английски: Julie Ann Walker) е американска писателка на бестселъри в жанра романтичен трилър и еротичен любовен роман.

## Биография и творчество
Джули Ан Уокър е родена през 1976 г. в Тълса, Оклахома, САЩ. Има три по-големи сестри. Майка ѝ я записва в литературен клуб веднага след като се научава да чете. Това я кара от малка да обикне литературата. В гимназията пише и редактира училищния вестник.
Завършва Държавния университет на Оклахома с бакалавърска степен по математика. След дипломирането си се омъжва и преподава математика в гимназия в Декстър, Мичиган. Когато семейството ѝ се премества да живее в Чикаго, не може да намери работа като учител. Тогава се записва като доброволец към нестопанската организация USO подпомагаща Военноморския флот, където се среща с много военни. Вдъхновена от техните разкази, и с подкрепата на съпруга си, се насочва към преследването на мечтаната си писателска кариера.
През 2012 г. е издаден първият ѝ романтичен и еротичен трилър „Ад на колела“ от поредицата „Черните рицари“ АД“. Героите са свръхсекретна група от бивши военни, работещи за правителството на САЩ. Изпълняват най-трудните и рисковани задачи, а прикритието им е малка работилница за мотори в покрайнините на Чикаго. Главен герой е сержантът от морската пехота Нейт Уелър – „Призрака“. Той трябва да защити любимата си Али Морган и да изпълни поставените задачи. Книгата става бестселър и я прави известна.
Джули Ан Уокър живее със семейството си в Чикаго.

## Произведения

### Серия „Черните рицари“ АД“ (Black Knights Inc.)
1. Hell On Wheels (2012) 
Ад на колела, фен превод (2015)
2. In Rides Trouble (2012)
Любов на колела, фен превод (2016)
3. Rev It Up (2012)
4. Thrill Ride (2013)
5. Born Wild (2013)
6. Hell for Leather (2014)
7. Full Throttle (2014)
8. Too Hard to Handle (2015)

### Серия „Шестимата“ (Deep Six)
1. Hell or High Water (2015)
2. Devil and the Deep (2016)

### Участие в общи серии с други писатели

#### Серия „Защити и достави“ (Protect & Serve)
- The Way of the Warrior (2015) – със Сюзан Брокман, М. Л. Бучман, Ан Елизабет, Леа Грифит, Катрин Ман, Кейт Серин и Тина Уейнскот

от серията има още 2 романа от Кейт Серин